# جون ك. نيو
جون ك. نيو (بالإنجليزية: John C. New)‏ هو دبلوماسي ومحامي وسياسي أمريكي، ولد في 6 يوليو 1831 في الولايات المتحدة، وتوفي في 4 يونيو 1906 في إنديانابوليس في الولايات المتحدة. حزبياً، نشط في الحزب الجمهوري. وقد انتخب Treasurer of the United States ‏ وانتخب عضو مجلس ولاية إنديانا.